# Radovan Karadžić
Radovan Karadžić (magyar átírással Radovan Karadzsics, szerb cirill betűkkel Радован Караџић, Petnica, Jugoszlávia, ma Montenegró, 1945. június 19. –) szerb politikus, volt boszniai szerb elnök, költő és pszichiáter. A boszniai háború alatti tevékenysége miatt nemzetközi büntetőeljárás indult ellene, az Amerikai Egyesült Államok pedig ötmillió dollárt ajánlott fel a kézre kerítőjének. 2008. július 21-én 13 év bujkálás után Szerbiában letartóztatták és átadták a hágai Nemzetközi Törvényszéknek, amely népirtás vádjával életfogytiglani börtönre ítélte.

## Fiatal évei

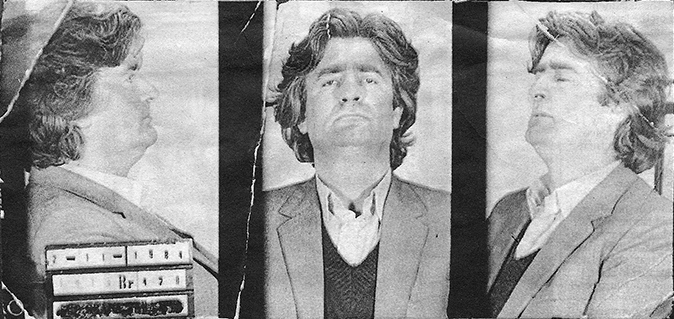
Radovan Karadžić, bosnyák rendőrségi fotó 1984-ben

Karadžić 1945-ben született Jugoszlávia területén, egy Petnica nevű faluban (ma: Észak-Montenegró). Apja a második világháború alatt csetnik volt, ezért börtönbe is zárták.
Karadžić 1960-ban Szarajevóba költözött, hogy folytassa tanulmányait. A szarajevói orvosi egyetemen tanult pszichiátriát. Diplomáját a neurotikus zavarok és a depresszió terjedéséről írta, miközben saját maga is szenvedett a betegségben. 1974 és 1975 között egy évet töltött a Columbia Egyetem hallgatójaként az USA-ban. Ezután visszatért szülőhazájába, és orvosként kezdett dolgozni a koszovói központi kórházban. Jövedelemkiegészítésként gyakran állított ki hamis orvosi és pszichológiai értékeléseket bűnözőknek, hogy elkerülhessék büntetésüket. Lebukott, majd csalás és sikkasztás miatt három évet töltött börtönben. Ebben az időszakában kezdett el verseket és drámákat írni. Író barátja, Dobrica Ćosić ösztönzésére kezdett el politizálni.

## Politikai pályája
1989-ben Bosznia-Hercegovinában megalapította a Szerb Demokrata Pártot (Srpska Demokratska Stranka, SDS), melynek célja az volt, hogy egyesítse a helyi szerb közösséget. 1991. október 24-én felállították a szerb nemzetgyűlést. Karadžić a vezető boszniai szerb párt élén megszervezte az „autonóm szerb tartományokat” és az őket képviselő nemzetgyűlést. Novemberben a boszniai szerbek népszavazást tartottak a kérdésről. A Szerbiával és Montenegróval közös államban maradás elsöprő győzelmet aratott a referendumon. 1992 januárjában kikiáltották a Boszniai-Hercegovinai Szerb Köztársaságot, februárban pedig az alkotmányát is elfogadták. Az alkotmány kimondta, hogy a köztársaság Jugoszlávia része, fővárosa pedig Szarajevó.
Ezután február 29-én és március 1-jén egész Bosznia-Hercegovinában népszavazást tartottak a Jugoszláviához tartozás kérdéséről. Sok szerb bojkottálta a referendumot. Végül a választópolgárok 64%-a vett részt a voksoláson: elsöprő többségük (98%) a függetlenségre szavazott. Itt elsősorban a bosnyákok és a horvátok elszakadási szándéka érvényesült. 1992. április 6-án Boszniát elismerte az ENSZ mint független államot, akkorra azonban már de facto megszűnt az állam egysége.
1992. május 13-án Karadžić lett a boszniai Szerb Köztársaság első elnöke. Az 1992 és 1995 között zajló boszniai háború alatt ő volt az államfő, így a srebrenicai mészárlás közben is.
(Karadžićot a bosnyákokkal szemben ez idő alatt elkövetett etnikai tisztogatások elrendelésével gyanúsítják.)
Az 1995-ös daytoni békeszerződés, a háború befejeződése után eltűnt, mielőtt a hatóságok letartóztatták volna. Utódja Biljana Plavšić lett, aki megkezdte a boszniai szerb államrész konszolidációját.

## A háború után
Elfogásáig Karadžić Ratko Mladić tábornokkal együtt a legkeresettebb háborús bűnösök közé tartozott Európában. 13 évig bujkált, azalatt több elfogási kísérlet kudarcot vallott. 2007 szeptemberében Belgrádban letartóztatták elsőszülött fiát, hogy kikérdezzék az apjáról, illetve hogy fokozzák a rá nehezedő nyomást. Ezután a szerb állam kiutasította Karadžić fiát az országból.
Elfogása előtt a szerb főváros Új-Belgrád kerületében élt. Hosszú ősz hajat és szakállt növesztett, és egy magánklinikán dolgozott természetgyógyászként Dragan Dabić álnéven.

## Letartóztatása és kiadatása
A szerb elnöki hivatal 2008. július 21-én jelentette be Karadžić elfogását. Az elfogás körülményei egyelőre tisztázatlanok. A hivatalos belgrádi közlemény szerint 21-én fogták el a férfit, míg ügyvédje szerint már három nappal korábban. Karadžićot a belgrádi különleges törvényszék elé vezették, mely háborús bűnökben ítélkezik. Karadžić 2008. július 30-án került a Hágai Nemzetközi Törvényszék elé, első meghallgatása 31-re lett kitűzve.
Letartóztatását heves radikális nemzeti érzelmű tüntetések kísérték Belgrádban, ugyanis a radikálisabb érzelmű szerbek szemében Karadžić hős, s teljesen legitimek véres bűntettei. A tüntetés zavargássá fajult, és a kiérkező rendőröket is megtámadták, akiket a tüntetők usztasáknak neveztek. Tomislav Nikolić, a Szerb Radikális Párt vezetője felháborodott Karadžić kiadatásán, amit szerb történelem súlyos napjaként értékelt. Véleménye szerint Karadžić nem háborús bűnös, hanem mitikus hős, a Boszniai Szerb Köztársaság legendás vezére, aki népéért hozott áldozatot, s Boris Tadić rendszere most őt áldozta föl. Továbbá hozzátette: „Mindent meg fogunk tenni azért, hogy az összes demokratikus eszközt bevetve legkésőbb az év végéig eltakarítsuk innen ezt a hatalmat.” Valamint a politikai harc minden formáját be fogják vetni Tadić eltüntetésére, még az utcai megmozdulásokat is. A letartóztatás óta eltelt időben komolyabb sorsfordító eseményekre Szerbiában nem került sor, az emberek nagy része szemmel láthatóan már belefáradt a délszláv viszályokba.

## Pere
Első meghallgatásán csak egyetlen kérdést kapott, miszerint bűnösnek érzi-e magát a felsorolt vádpontokban. Karadžić egy hónapot kapott ennek megválaszolására. A volt politikus védőügyvédekre nem tartott igényt, önmagát kívánja védeni a tárgyalás során. A vádemelést nem, de elfogatását sérelmezte, melyet törvénytelen lépésnek tartott. Felemlegette a Richard Holbrooke egykori amerikai diplomatával, a boszniai háborút lezáró daytoni békemegállapodás aláírásakor kötött állítólagos egyezségét is. Az egyezség szerint Karadžićnak el kellett tűnnie a politikai és irodalmi közéletből, cserébe az Amerikai Egyesült Államok büntetlenséget ígért neki. Ám ezt a paktumot Holbrooke már többször cáfolta a szerb politikus elfogása óta.
Radovan Karadžić többször is elfogultnak nevezte a hágai Nemzetközi Törvényszéket, s nem is számít tisztességes, igazságos eljárásra, mert a nyugati sajtó már megbélyegezte háborús bűnösnek. 2008. augusztus 21-én hágai sajtójelentések hírül adták, hogy Karadžić perét más bírói csoportra bízzák. Korábban maga a vádlott is kérte a bírói cserét, ám a Nemzetközi Törvényszék tagadta, hogy ezért váltották volna le a korábbi ügyekben is bíráskodó Alphonse Orie-t. Indokuk szerint a cserére azért volt szükség, mert az ügyészség megváltoztatta azt az álláspontját, hogy az ügyet más vádlottakéval közösen kezeli.
Újabb folyamodványában Karadžić pere megszüntetését kérte, eljárási hibákra és az ellene irányuló fenyegetésekre hivatkozva. Írásában ismét megerősítette, hogy nem számít tisztességes eljárásra, a testület nem az ártatlanság vélelméből indul ki.
Augusztus 29-én megtörtént második kihallgatása is. Nem volt hajlandó válaszolni a hágai Nemzetközi Törvényszék bírájának azon kérdésére, hogy bűnösnek vallja-e magát, a korábbi kifogásoltságaira hivatkozva. Az eljárási szabályok alapján a bíró a válasz megtagadását hivatalból úgy volt köteles értelmezni, hogy Karadžić nem vallja magát bűnösnek, és így a vádlott helyett, annak nevében pótolta az ilyen értelmű nyilatkozatot.
2016. március 24-én a Nemzetközi Törvényszék első fokon 40 év börtönre ítélte, mert felelősnek találták a srebrenicai népirtásért.
2019. március 20-án jogerősen életfogytiglani börtönbüntetéssel sújtotta az ENSZ hágai nemzetközi törvényszéki mechanizmusa (MICT), súlyosbítva a háborús bűnök miatt első fokon kiszabott ítéletet.

## Fordítás
- Ez a szócikk részben vagy egészben a Radovan Karadžić című angol Wikipédia-szócikk ezen változatának fordításán alapul.  Az eredeti cikk szerkesztőit annak laptörténete sorolja fel. Ez a jelzés csupán a megfogalmazás eredetét és a szerzői jogokat jelzi, nem szolgál a cikkben szereplő információk forrásmegjelöléseként.